# Das Lied von der Erde
Das Lied von der Erde (ou "A Canção da Terra") é uma obra de Gustav Mahler. É considerada, por alguns críticos, como a obra mais importante deste autor. Nesta obra, tornam-se visíveis as qualidades mais singulares do compositor: a angústia existencial e a sublime grandiosidade. 
A obra consiste num ciclo de seis canções baseadas em antigos poemas chineses, adaptados para o alemão por Hans Bethge. Mahler trabalhou nesta sua obra durante os últimos verões da sua vida. Conseguiu concluí-la em 1911, pouco antes de morrer, com uma malformação cardíaca avançada. Porém, não chegou a ouvir a sua estreia perante o grande público, apesar de a ter interpretado inúmeras vezes ao piano, auxiliado pelo seu amigo e aluno Bruno Walter - que viria a estreá-la em Munique, em Novembro de 1912, um ano e meio após a morte do compositor.

## A obra
Os poemas que integram o ciclo consubstanciam a filosofia da existência humana. O primeiro, Das Trinklied vom Jammer der Erde ("A Canção-brinde à Miséria da Terra") é uma canção  que confronta a eternidade da Terra e o carácter efêmero do homem neste planeta. O segundo, Der Einsame im Herbst ("O Solitário no Outono"), descreve a Terra envolta numa névoa outonal, como alegoria de desencanto amoroso. O terceiro poema, Von der Jugend ("Da Juventude"), recria imagens da juventude: o ruído de "jovens lindamente vestidos" dentro de "um pavilhão de verde e branca porcelana". O quarto, Von der Schönheit ("Da Beleza"), retrata uma paisagem campestre, onde a beleza, especialmente a humana, é ressaltada pela luz da natureza e, ao final, um par de jovens trocam calorosos olhares. O quinto, Der Trunkene im Frühling ("O Bêbado na Primavera") relaciona a vida a um mero sonho e assim o personagem entrega-se ao simples prazer de beber. O sexto, Der Abschied ("A Despedida"), reúne um dos tons mais sombrios e melancólicos desta obra, combinando dois poemas que aludem à nostalgia da amizade e à decisão de partir, num estado de serenidade própria das filosofias budistas e zen.

## Influências
É conveniente recordar que, naquela época, o mundo germânico foi bastante influenciado pela obra filosófica de Friedrich Nietzsche, especialmente por Assim Falou Zaratustra; o trabalho de Carl Gustav Jung e Sigmund Freud; os textos literários de Hermann Hesse; a versão alemã do I Ching, assinada por Richard Wilhelm; o budismo e o taoísmo. Mahler não foi alheio a esta corrente "orientalista" - mesmo Das Lied von der Erde ("A Canção da Terra") recorreu à antiga poesia chinesa.
Mahler sempre apreciou a utilização da voz humana, como fazia nos seus "lieder" como Ruckert Lieder, Drei Lieder, Lieder eines fahrenden Gesellen, Kindertotenlieder ou Des Knaben Wunderhorn. Daí que os seus lieder traduzam uma intensidade excepcional de sentimentos. Porém, a escrita sinfónica constitui o seu veículo de expressão mais pleno, que o conduziu, naturalmente, a uma forma musical que combina a voz com o acompanhamento orquestral. O compositor incluiu a voz humana em sinfonias e o máximo expoente desta tendência encontra-se na "Sinfonia Nº8", denominada "Sinfonia dos Mil" (embora o autor não aprovasse o nome), devido ao elevado número de instrumentos empregados e, em particular, de coralistas. A integração mahleriana da voz na massa instrumental atinge o seu apogeu em Das Lied von der Erde.
É indubitável que neste mundo vocal e instrumental palpita a herança beethoveniana da "Nona Sinfonia" - "Coral" - também disputada por Richard Wagner. No entanto, por razões óbvias, a voz humana em Wagner associa-se a cenas dramáticas integradas num argumento, enquanto a "Ode à Alegria", da sinfonia "Coral" não possui qualquer intenção narrativa (este o motivo de não se chamar poema sinfónico, mas sim sinfonia).
Neste sentido, Gustav Mahler encontra-se mais próximo de Beethoven do que Wagner. Consta que Das Lied von der Erde não foi catalogada como sinfonia devido a uma superstição que pesava sobre os músicos alemães: ninguém ousava ultrapassar o número nove afixado por Beethoven na sua última obra deste género. Mas Das Lied von der Erde «A Canção da Terra» é nitidamente uma sinfonia vocal,  que culmina a linha composicional mahleriana - lamentosa, melancólica e pessimista - iniciada na Primeira Sinfonia.
Nos derradeiros anos de vida, acossado pela fatalidade - a morte da sua filha Putzi em 1907 - e pelo desenraizamento, o seu niilismo visceral acentuou-se. "Para os austríacos sou alemão, para os alemães sou judeu, e como judeu não sou ninguém", disse Gustav Mahler neste contexto. Das Lied von der Erde pode ser considerada um verdadeiro testamento musical, testamento com que Mahler disse o seu adeus. Foi com esta obra que Gustav Mahler se despediu da Terra. Cansado, fustigado pela sua vida, Das Lied von der Erde é o adeus do compositor, tal como o nome do último andamento da obra. Mahler escreveu Das Lied von der Erde na pior altura da vida: havia sido despedido da Ópera Imperial, a sua filha Putzi morrera em 1907 com difteria, Alma o traíra e a sua doença agravara-se muito. Mahler viu-se então obrigado a prescindir de algumas das suas atividades mais prediletas, e assim foi criado o clima de Das Lied von der Erde, um confronto do compositor com a mortalidade, que se sente em toda a obra, com uma atmosfera intimista, típica da música de câmara, triste, trágica, feliz, resignada, música de uma beleza infindável, que comove desde a primeira à última nota. É assim Das Lied von der Erde, "A Canção da Terra".